# Joinville (wyspa)

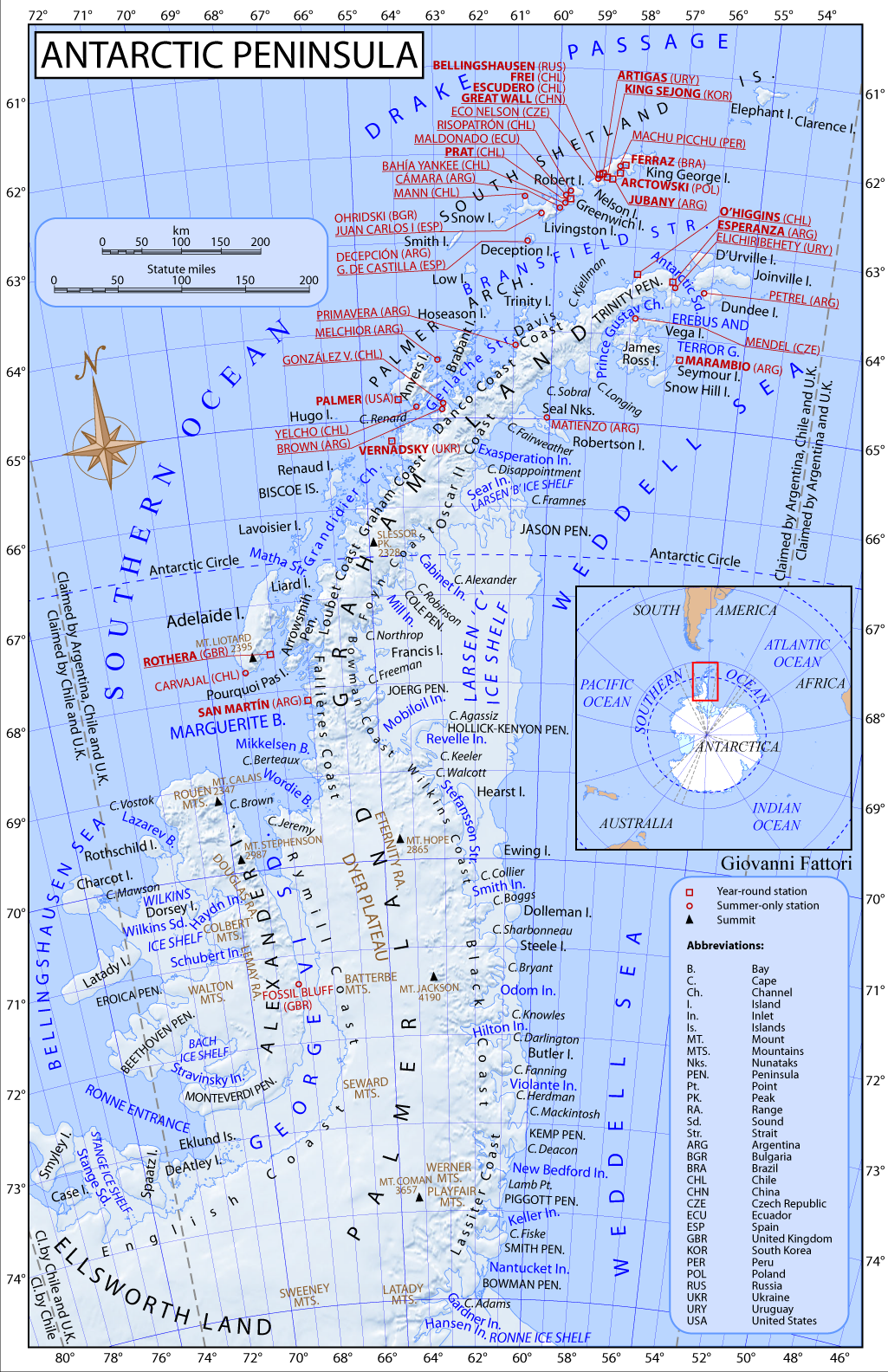
Mapa Półwyspu Antarktycznego; wyspa Joinville znajduje się na przedłużeniu Ziemi Grahama

Joinville Island – wyspa położona na przedłużeniu Półwyspu Antarktycznego. Cieśnina Antarctic Sound oddziela ją od Trinity Peninsula (będącego końcem Półwyspu). Wyspa ma długość ok. 64 km i szerokość 20 km. Została odkryta przez Jules’a Dumont d’Urville’a i nazwana na cześć Franciszka Orleańskiego, księcia Joinville.